# Soulier d'or féminin
Cet article s'applique au Soulier d'or féminin belge. Pour le Soulier d'or masculin belge, voir l'article Soulier d'or belge
Le Soulier d'or (en néerlandais : Gouden Schoen) est un trophée organisé par le quotidien Het Laatste Nieuws qui récompense annuellement depuis 2017 la meilleure joueuse de football belge. C'est la plus importante des récompenses donnée à une joueuse de football en Belgique.
Dix joueuses sont sélectionnées tous championnats confondus pourvu qu'elles soient belges. Après un premier tour de vote, trois candidates sont désignées et un deuxième tour de vote donne la gagnante. Celle-ci est proclamée lors d'une soirée télévisée, la même que pour le Soulier d'or masculin.

## Histoire
Entre 2005 et 2009, l'Étoile du football récompensait les meilleures joueuses de D1 et D2. Puis, en 2015 et 2016, ce fut le Sparkle. 

## Palmarès
| Année | Vainqueur       | Club                           |
| ----- | --------------- | ------------------------------ |
| 2016  | Tessa Wullaert, | VfL Wolfsbourg                 |
| 2017  | Janice Cayman,  | Montpellier HSC                |
| 2018  | Tessa Wullaert  | VfL Wolfsbourg Manchester City |
| 2019  | Tessa Wullaert  | Manchester City                |
| 2020  | Tine De Caigny  | RSC Anderlecht                 |
| 2021  | Janice Cayman   | Olympique lyonnais             |
| 2022  | Nicky Evrard    | KAA Gand Ladies OH Louvain     |
| 2023  | Tessa Wullaert  | Fortuna Sittard                |
| 2024  | Tessa Wullaert  | Fortuna Sittard Inter Milan    |